# Mödringbach (Gurk)
Der Mödringbach ist ein linker Nebenfluss der Gurk in Kärnten, Österreich.

## Verlauf

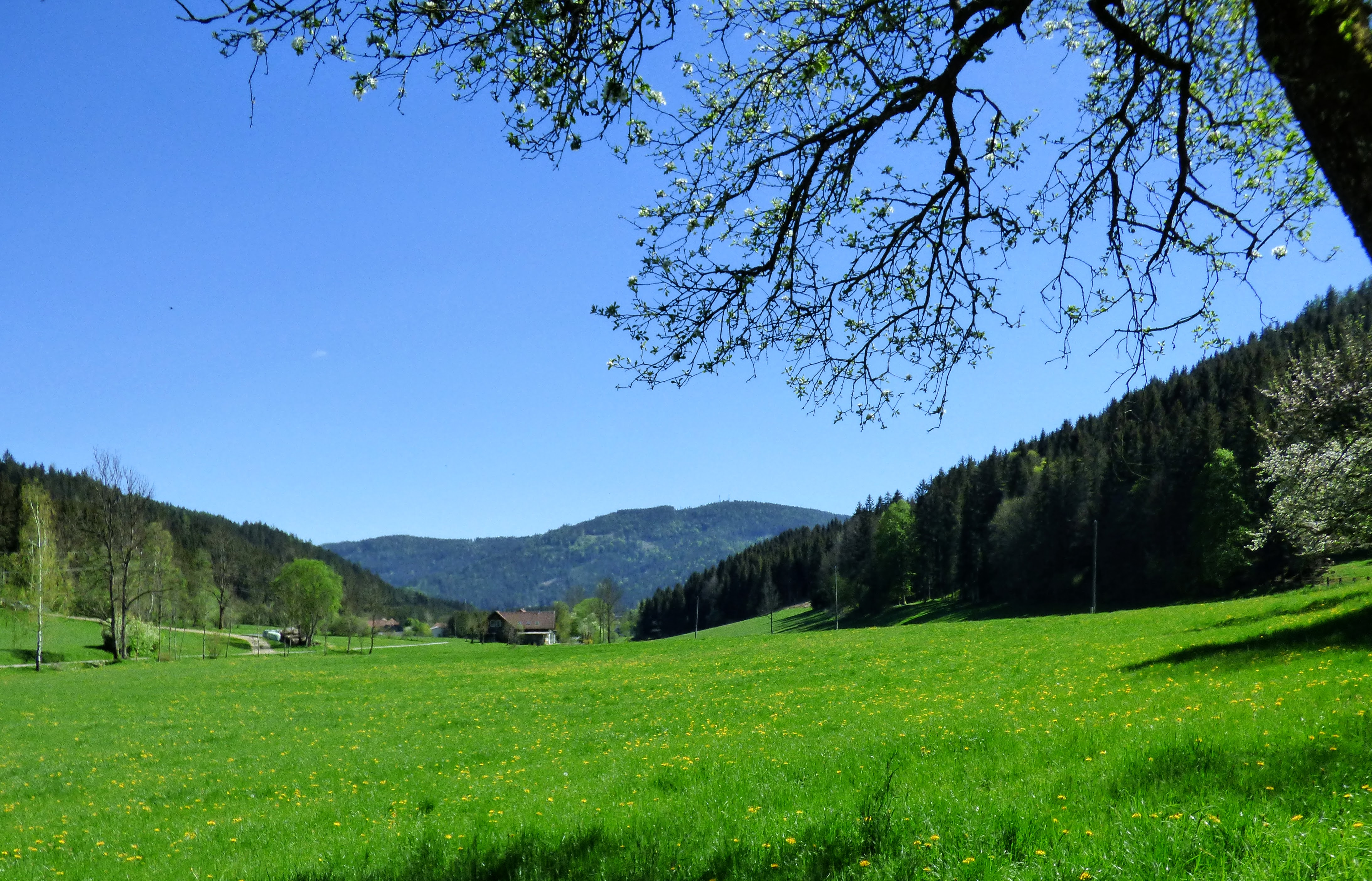
Zauchwinkelgraben

Der Mödringbach entspringt in den Gurktaler Alpen, etwa 1,4 km südlich des Gipfels des Mödringbergs (und somit etwa 2 ½ km südlich der Quelle des gleichnamigen, jedoch in die Metnitz entwässernden Mödringbachs (Metnitz)), in der Gemeinde Weitensfeld im Gurktal. Der Bach fließt im Zauchwinkelgraben in südliche Richtung durch die Streusiedlung Zauchwinkel, teils in der Gemeinde Weitensfeld, teils in der Gemeinde Glödnitz. Bei Altenmarkt wendet sich der Bach allmählich nach links in südöstliche Richtung. Kurz vor der Mündung in die Gurk fließt bei Kaindorf von links noch das Strutzbachl zu. Die Länge des Bachs beträgt etwa 8,8 Kilometer, sein Einzugsgebiet 15,9 Quadratkilometer.